# Zanaco Football Club
Maillots
Actualités
Le ZANACO Football Club (Zanaco signifie Zambia National Commercial Bank) est un club zambien de football basé à Lusaka.

## Histoire
Le club participe à huit reprises à la Ligue des champions d'Afrique, en 2003, 2004, 2006, 2010, 2013, 2017, 2018 et enfin 2018-2019.
Il participe également à trois reprises à la Coupe de la confédération, en 2010, 2016 et 2018.
Enfin, il dispute la Coupe de la CAF en 2001, et la Coupe des coupes en 2002.

## Palmarès
- Championnat de Zambie (7)
  - Champion : 2002, 2003, 2005, 2006, 2009, 2012, 2016
  - Vice-champion : 2001, 2015, 2017, 2021

- Coupe de Zambie (1)
  - Vainqueur : 2002
  - Finaliste : 1998